# Seth (Holstein)
Seth ist eine Gemeinde am Rand eines Hochmoors im Kreis Segeberg in Schleswig-Holstein.

## Geschichte

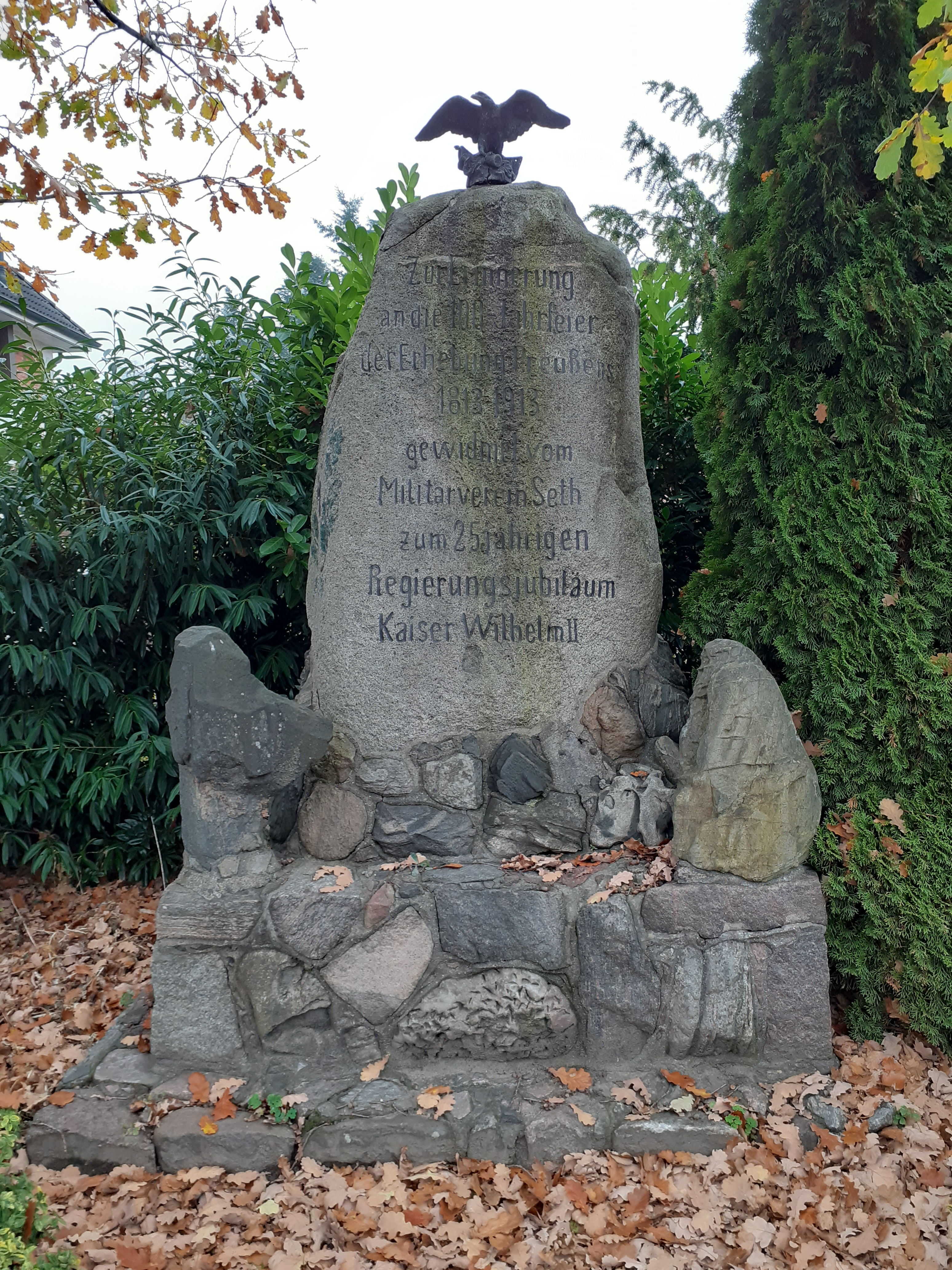
Denkmal zur Erinnerung an 1813 – gewidmet vom Militärverein Seth zum 25-jährigen Regierungsjubiläum Kaiser Wilhelm II.

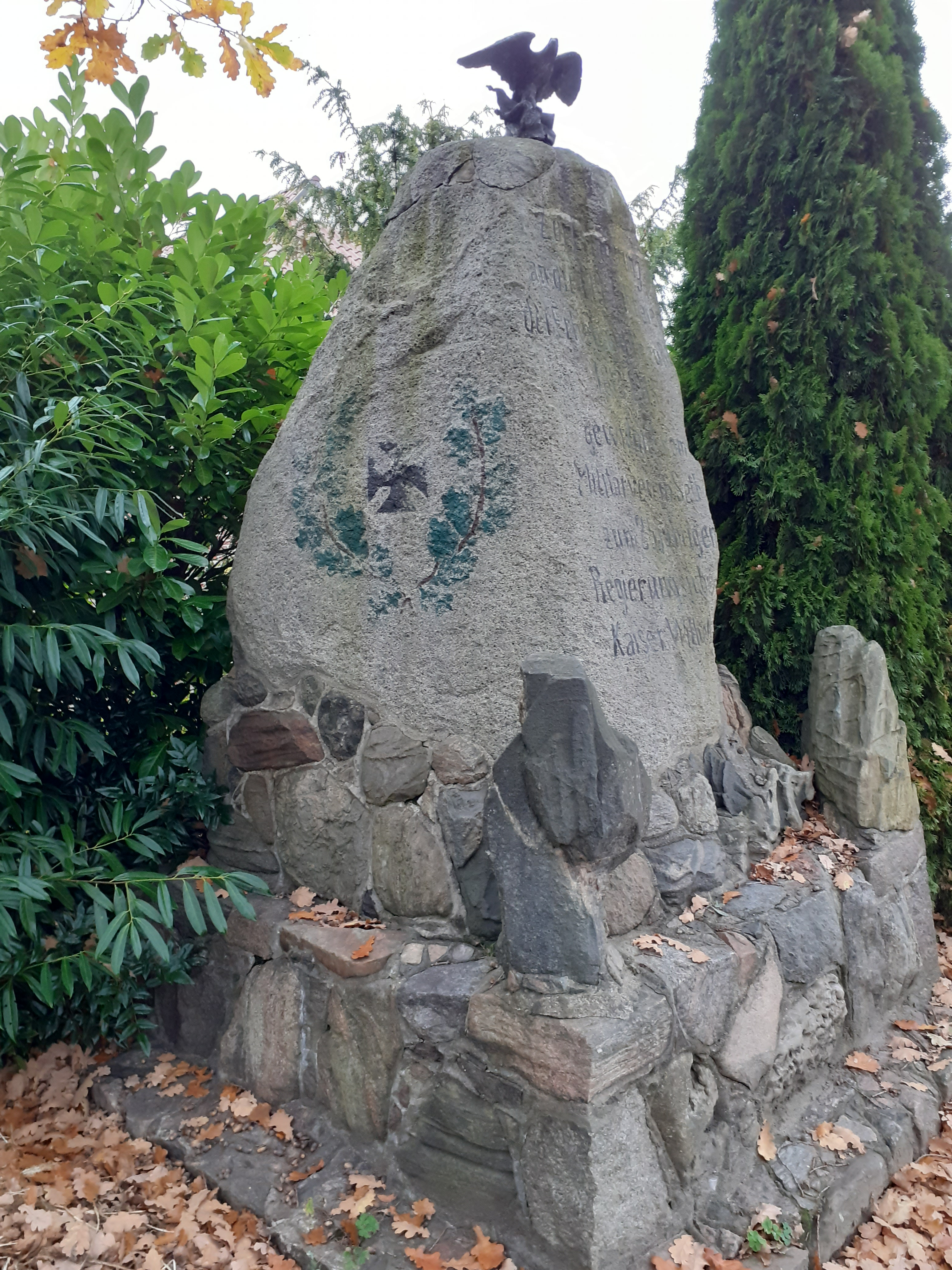

Seth kam 1588 zum Gut Borstel, die Leibeigenschaft dauerte bis 1797 an.
Anlässlich des 25-jährigen Regierungsjubiläums von Kaiser Wilhelm II. stiftete der Militärverein Seth einen Erinnerungsstein mit der Inschrift: „Zur Erinnerung an die 100-Jahrfeier der Erhebung Preußens 1813“. Der Findling wird von einem preußischen Adler bekrönt, auf der linken Seitenfläche ist ein Eisernes Kreuz zu sehen.
Die Gemeinde Seth gehörte nach einer Erbteilung neben Sülfeld, Grabau, Oering und Heidkrug zum Gut Borstel. Ab 1771 entließ der damalige Gutsbesitzer, Graf von Bernstorff, die Bauern in mehreren Schritten aus der Leibeigenschaft. Es folgten dann für die Bauern zuerst Zeitpachten, anschließend Erbpachten und danach Grundrentenverhältnisse zum Gut Borstel.
Die Entwicklung Seths ist auch durch das Sether Moor stark bestimmt gewesen. Über Jahrhunderte haben die Sether dort Brenntorf abgebaut. Nach dem Ersten Weltkrieg wurde das Moor als Brenntorfquelle für Hamburg genutzt.
Kurz nach dem Zweiten Weltkrieg begann eine schnelle Wohnbauentwicklung in Seth, da für viele Flüchtlinge und Heimatvertriebene hier eine neue Heimat entstand. Gleichzeitig entstanden bei einer schnell wachsenden Brotfabrik (Friesenbrot) viele zusätzliche Arbeitsplätze, sodass die Bevölkerungszahl der Gemeinde Seth von 1.040 Einwohnern im Jahr 1960 auf fast 1.700 Einwohner im Jahr 1984 anwuchs.
Die heutige Struktur Seths wird neben der Landwirtschaft sowie einer Vielzahl von leistungsstarken Handwerks- und Dienstleistungsbetrieben, von einer Wohnfunktion für Berufspendler aus der Metropolregion Hamburg bestimmt. Unsere Gemeinde ist mit einem Glasfasernetz (FTTH) voll erschlossen.
Seth hat ein ausgeprägtes Vereinsleben anzubieten.
Der Träger des Kindergartens ist das Deutsche Rote Kreuz. Der Kindergarten verfügt über 5 Gruppen. Seth hat eine moderne Grundschule mit Ganztagsbetreuung.
Seth ist durch den öffentlichen Nahverkehr des HVV an das Umland angeschlossen.
Seth gehört zur Kirchengemeinde Seth-Stuvenborn-Sievershütten, von der die Andreas-Kirche im Ort unterhalten wird.
Seth verfügt über einen gemeindeeigenen Friedhof.
Als Dorf im Grünen hat Seth einige Vorteile zu bieten. Insbesondere die Lage am Rande der Metropolregion Hamburg und die direkte Nähe zu einer beispielhaften Knick- und Moorlandschaft ergeben den besonderen Reiz, in Seth zu wohnen.

## Politik

### Gemeindevertretung
Bei der Kommunalwahl am 14. Mai 2023 wurden insgesamt 13 Sitze vergeben. Von diesen erhielten die CDU, die SPD und die Freie Wählergemeinschaft Seth je vier Sitze und eine Einzelbewerberin erhielt einen Sitz.

### Bürgermeister
Auf der konstituierenden Sitzung am 28. Juni 2018 wurde Simon Herda (SPD) mit den 7 Stimmen der SPD und der FWS zum neuen Bürgermeister der Gemeinde Seth gewählt und hat damit seine Amtsvorgängerin Maren Storjohann abgelöst.
Auf der konstituierenden Sitzung am 19. Juni 2023 wurde Simon Herda (SPD) erneut und einstimmig zum Bürgermeister der Gemeinde Seth gewählt.

### Wappen
Blasonierung: „In Silber eine eingebogene erhöhte grüne Spitze, darin ein goldener Sonnentau mit sieben Blättern und einem in dem linken Obereck geschweift wachsenden roten Blütenstand. Im rechten Obereck eine grüne Urne.“

## Wirtschaft
Die Gemeinde liegt in der Geest und der vorwiegend sandige Boden wird landwirtschaftlich genutzt. Aufgrund der Nähe zu Hamburg wohnen jedoch immer mehr Berufspendler in Seth.

## Sether Moor
Das Sether Moor wurde jahrhundertelang zum Torfabbau genutzt. Der Torf wurde teilweise als Brennstoff bis nach Hamburg verkauft.

## Söhne und Töchter der Gemeinde
- Gero Storjohann (1958–2023), Politiker (CDU)